# UX de la Taula
UX de la Taula (UX Mensae) és un sistema estel·lar de magnitud aparent +7,20 situat a la constel·lació de la Taula, Mensa. S'hi troba a 328 anys llum del sistema solar.
UX de la Taula és un sistema estel·lar triple. L'estel més brillant és una binària espectroscòpica composta per dues nanes grogues de tipus espectral F8V. De característiques molt semblants, tenen temperatures superficials de 6.200 i 6.150 K respectivament. La component A és 2,4 vegades més lluminosa que el Sol i té una massa de 1,24 masses solars. La seva companya brilla amb una lluminositat 2,1 vegades major que la lluminositat solar i és un 20% més massiva que el Sol. Els seus radis respectius són un 35% i un 28% més gran que el radi solar. La velocitat de rotació projectada d'ambdues se situa entre els 15 - 16 km/s. El parell constitueix una binària eclipsant el període orbital de la qual és de 4,1811 dies. És, per tant, un estel variable; en l'eclipsi primari la seva lluentor disminueix 0,77 magnituds mentre que en el secundari el descens de lluentor és de 0,67 magnituds.
Un tercer estel amb aproximadament la meitat de massa que el Sol orbita al voltant del parell interior. Encara que els paràmetres orbitals no són ben coneguts, pot trigar entorn de 396 anys a completar una òrbita al voltant de la binària eclipsant. El sistema té una metal·licitat semblant a la solar i la seva edat s'estima en 2.500 milions d'anys.